# Виффер, Матс
Матс Ви́ффер (нидерл. Mats Wieffer; родился 16 ноября 1999) — нидерландский футболист, полузащитник английского клуба «Брайтон энд Хоув Альбион» и сборной Нидерландов.

## Клубная карьера
Уроженец Борне, Матс играл в футбол за детские команды клубов РКСВ НЕО и «Твенте». 30 октября 2018 года дебютировал в основном составе «Твенте» в матче Кубка Нидерландов против «Нордвейка». 8 марта 2019 года дебютировал в Эрстедивизи в матче против клуба ТОП Осс
В июне 2020 года в качестве свободного агента подписал контракт с клубом «Эксельсиор». Провёл в команде два сезона.
В июне 2022 года перешёл в «Фейеноорд», подписав четырёхлетний контракт. 8 сентября 2022 года дебютировал за клуб в матче группового этапа Лиги Европы УЕФА против «Лацио». Три дня спустя дебютировал в Эредивизи в матче против «Спарты».
5 июля 2024 года перешёл в английский «Брайтон энд Хоув Альбион», подписав пятилетний контракт.

## Карьера в сборной
В марте 2023 года получил свой первый вызов в сборную Нидерландов на матчи отборочного турнира к Евро-2024 против сборных Франции и Гибралтара. 27 марта 2023 года дебютировал за сборную, выйдя в стартовом составе в игре против Гибралтара.

## Статистика

### Матчи Виффера за сборную Нидерландов
| Матчи Виффера за сборную Нидерландов | Матчи Виффера за сборную Нидерландов | Матчи Виффера за сборную Нидерландов | Матчи Виффера за сборную Нидерландов | Матчи Виффера за сборную Нидерландов | Матчи Виффера за сборную Нидерландов |
| ------------------------------------ | ------------------------------------ | ------------------------------------ | ------------------------------------ | ------------------------------------ | ------------------------------------ |
| №                                    | Дата                                 | Соперник                             | Счёт                                 | Голы Виффера                         | Соревнование                         |
| 1                                    | 27 марта 2023                        | Гибралтар                            | 3:0                                  | —                                    | Чемпионат Европы 2024 (отбор)        |
| 2                                    | 14 июня 2023                         | Хорватия                             | 2:4                                  | —                                    | Лига наций УЕФА 2022/2023            |
| 3                                    | 18 июня 2023                         | Италия                               | 2:3                                  | —                                    | Лига наций УЕФА 2022/2023            |
| 4                                    | 10 сентября 2023                     | Ирландия                             | 2:1                                  | —                                    | Чемпионат Европы 2024 (отбор)        |
| 5                                    | 13 октября 2023                      | Франция                              | 1:2                                  | —                                    | Чемпионат Европы 2024 (отбор)        |
| 6                                    | 16 октября 2023                      | Греция                               | 1:0                                  | —                                    | Чемпионат Европы 2024 (отбор)        |
| 7                                    | 21 ноября 2023                       | Гибралтар                            | 6:0                                  | 1                                    | Чемпионат Европы 2024 (отбор)        |

Итого: 7 матчей / 1 гол; 4 победы, 0 ничьих, 3 поражения.

## Достижения
«Фейеноорд»
- Чемпион Нидерландов: 2022/23
- Обладатель Кубка Нидерландов: 2023/24